# Ecetfa
Az ecetfa, ecetszömörce vagy torzsás szömörce (Rhus typhina) a szappanfavirágúak (Sapindales) rendjébe, a szömörcefélék (Anacardiaceae) családjába tartozó Rhus növénynemzetség faja. Gyakran a bálványfát (Ailanthus altissima) is ecetfának nevezik jellegzetes szaga miatt, de a két fajnak nincs különösebb köze egymáshoz, csak növényrend szinten rokonok, más növénycsaládba tartoznak. Az ecetfa Észak-Amerika keleti részén őshonos, elsősorban az Amerikai Egyesült Államok északkeleti és középnyugati részén, Ontario tartomány déli részén és az Appalache-hegység területén található meg.
Magyarországon inváziós fajnak számít, nem ültethető.

## Rendszertan
A Rhus nemzetség mintegy 150 faja közül az ecetfa a Sumac szekcióba tartozik, virágainak terminális helyzete, sűrűn szőrözöttsége, vörös termése és páratlan, szőrözött levelei miatt.
Az ecetfának a kertészetben két termesztett változata ismert:
- Rhus hirta 'Dissecta', a levélkék mélyen bemetszettek
- Rhus hirta 'Lacinata', a virágok fellevelei csipkézettek

A faj eredeti neve (basionym): Datisca hirta L., elterjedt szinonim neve pedig a Rhus typhina L. A typhina specifikus név a gyékény (Typha) nevéből származik, macskafarkhoz hasonlót jelent, és a termések állására utal. A hirta a latinból ered, sörtéset jelent.

## Jellemzői

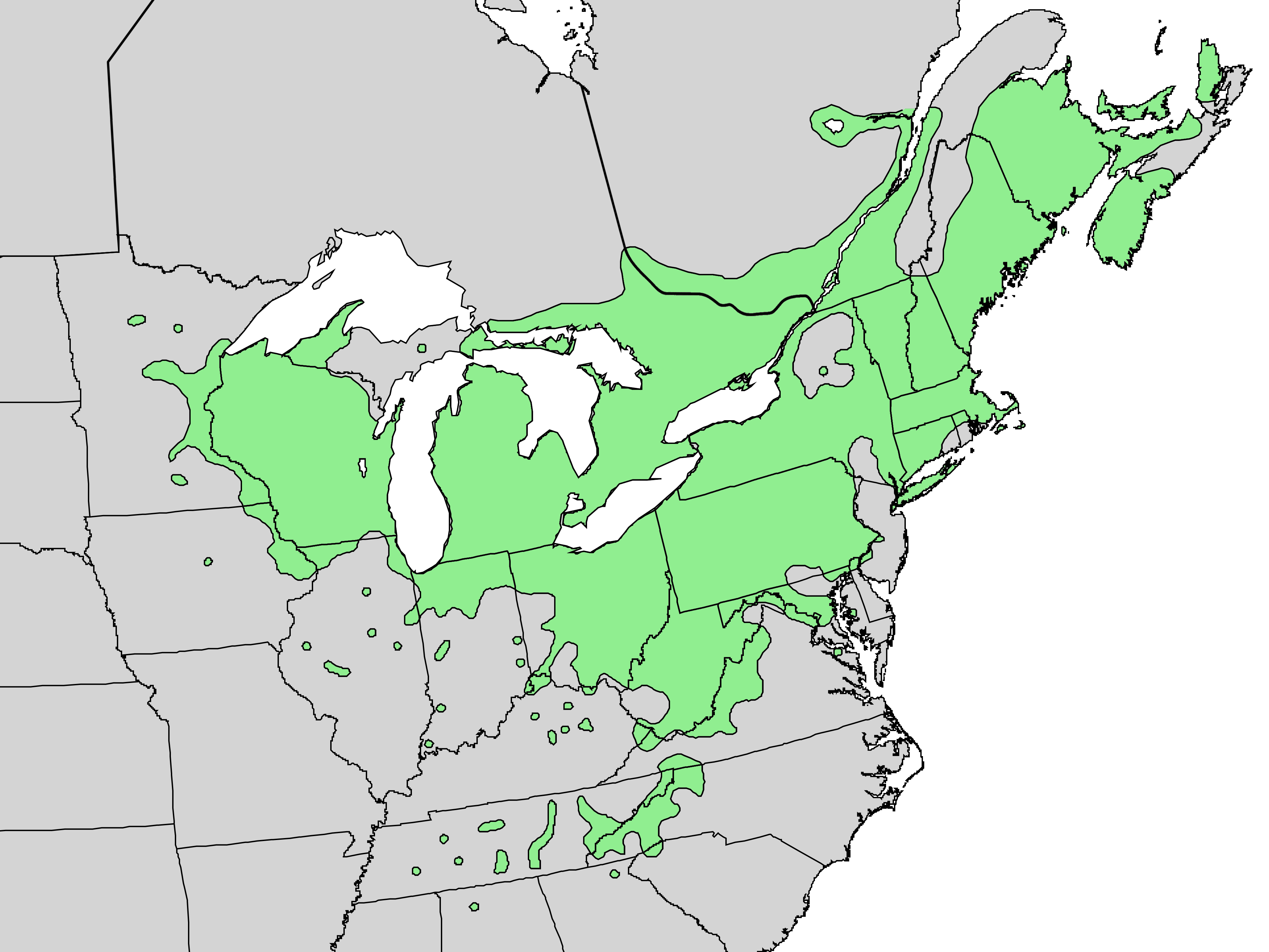
Természetes elterjedése

Lombhullató többtörzsű kis fa vagy ritka, sátoros ágrendszerű cserje, tipikusan 3-5, kedvező körülmények között 10 méteresre nő meg. A törzs maximális átmérője 35 cm. Gyökérzete a talaj felszíne alatt haladva nagy felületet hálóz be, a gyökérsarjakkal könnyen terjedhet, sugarasan terjedő kolóniákat létrehozva. A 25–55 cm-es összetett levelek 9-31 lándzsás vagy keskeny, durván fogazott levélkéből állnak. A levélkék 6–11 cm hosszúak, kb. 5 cm szélesek, a középső levélkék a legnagyobbak; fonákuk bolyhos. Ősszel narancssárgára, tűzpirosra színeződnek. Vastag hajtásai sötétbarnák, rozsdabarna szőrrel sűrűn borítottak, érintésük (ahogy a termésé is) allergiás tüneteket okozhat.
Kétlaki növény. A virágok kora nyáron, a levelek után nyílnak. Az egyes virágok ötszirmúak, mindegyiket 1,5 mm hosszú, 0,5 mm széles fellevél védi. A szirmok fehéresek vagy sárgászöldek, 3,5 mm hosszúak, 1,5 mm szélesek, szőrösek. Az ágvégeken a kb. harmadával hosszabb porzós virágok lazább, a termősök tömött, szőrös, dekoratívabb bugavirágzatot alkotnak. A termős virágok általában a porzósok előtt egy héttel már megjelennek. A kúpos bugák 10–20 cm hosszúak, alapjuknál 4–6 cm szélesek. A nyár közepére kifejlődő sötétvörös, szőrös terméscsomók a tél végéig díszlenek, lencse nagyságú (4 mm hosszú, 4,5 mm széles, enyhén lapított) csonthéjas termések alkotják. A narancsos barna magvak 2,7 mm hosszúak, 2 mm szélesek, nem tartalmaznak endospermiumot, azaz táplálószövetet. A magok ezermagtömege 11 gramm. A magvakat gyakran madarak terjesztik.
| Virágképlet: | Porzós virág: | {\displaystyle \star K_{5}\;C_{5}\;A_{5}}                |
|              | Termős virág: | {\displaystyle \star K_{5}\;C_{5}\;G_{\underline {(3)}}} |

Fája könnyű, puha, törékeny. A szíjács csaknem fehér, a gesztje narancssárga, zöld csíkozással. A másodlagos növekedés során a használatból kikerült tracheák paratracheális parenchimasejtekkel záródnak (tyloses).
Kromoszómaszáma 2n=30.

## Felhasználása
Termését hideg vízben átmosva, megszűrve, megédesítve rózsaszín, limonádészerű ital nyerhető belőle. Leveleit és termését egyes indián törzsek dohánnyal és más levelekkel összekeverve szívták.
Fájának nincs gazdasági jelentősége, bár műasztalos célokra felhasználják.
Felhasználják azonban tanninforrásként, bőr cserzésére. Különösen magas a tannintartalom a gyökér kérgében és a levélkékben (csak a leveleket használják fel). Az őszi levélhullás előtt a levelek szárazanyagtartalmának akár 27-29%-a is tannin lehet. Az USA-ban és egyes európai országokban termesztett ecetfák akár a 42%-os tannintartalmat is elérhetik, 140 kg/hektár/év hozammal. Ez a hozam azonban a Rhus glabra és Rhus coppalina fajokkal érhető el. Míg korábban Csehország, Szlovákia, Magyarország és Németország területén termesztették, jelenleg Pakisztánban ültetik.
Európában gyakran ültetik díszfaként kertekben, füvesített területeken. A szárazságot jól viseli, laza talajra, sok fényre van szüksége. Kertbe magánosan ültetve érvényesül igazán szép formája, színe. 1620 körül érkezett Európába, de a 18. század végéig csak botanikus kertekben fordult elő, a 20. század második felében terjedt igazán el mint kertekbe, parkokba ültetett díszfa.

## Galéria

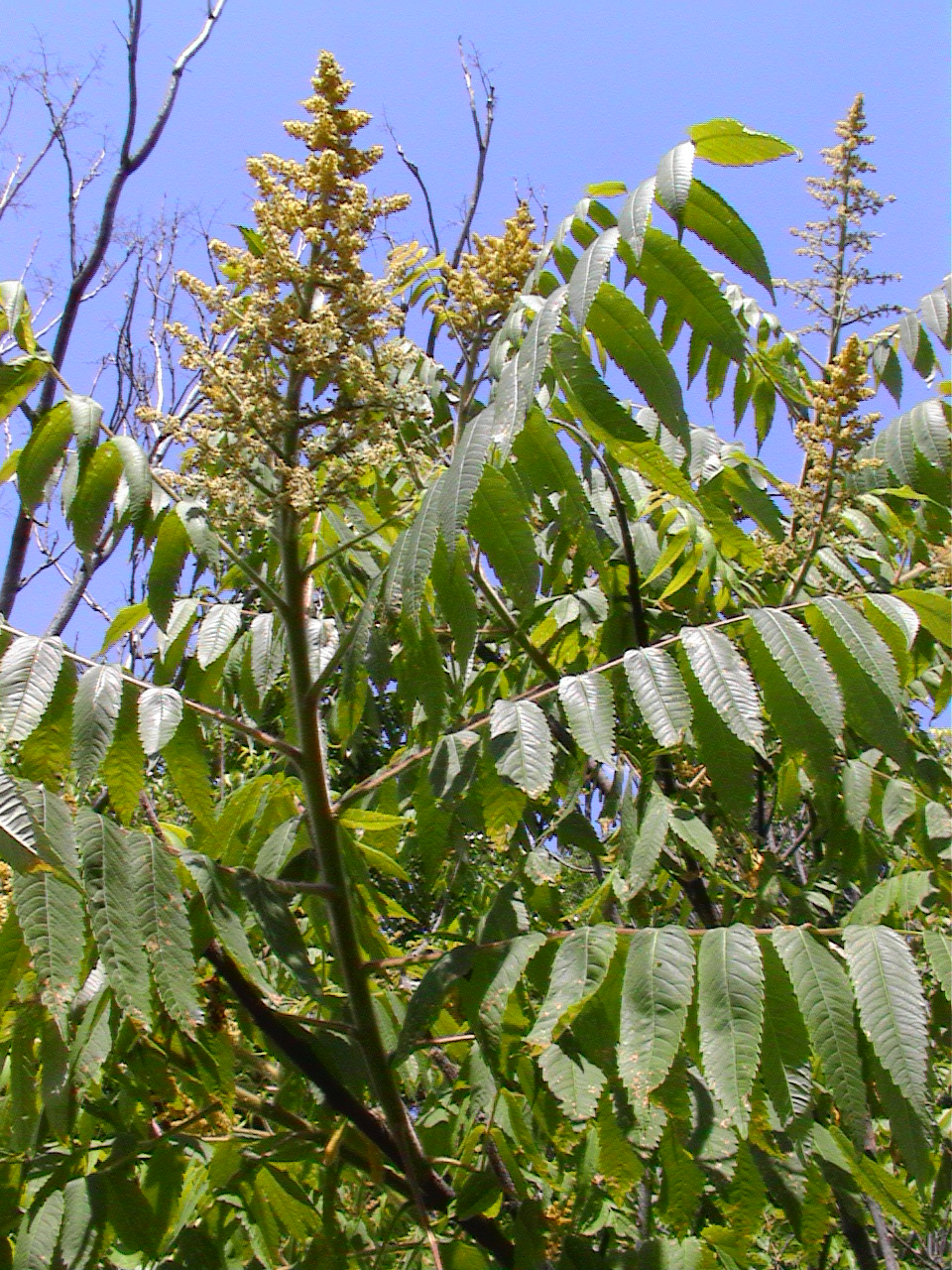
Porzós bugavirágzat
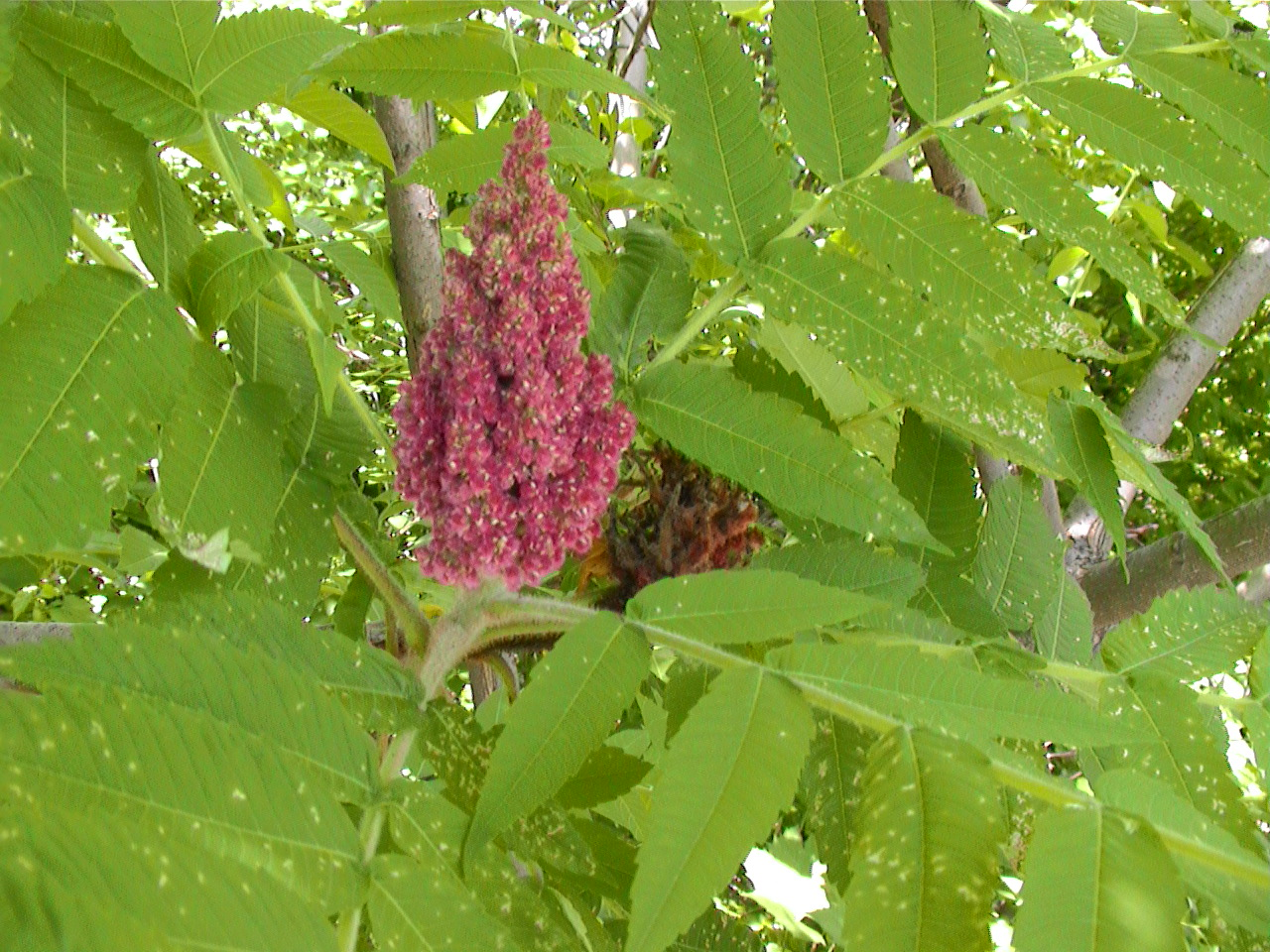
Érő termése
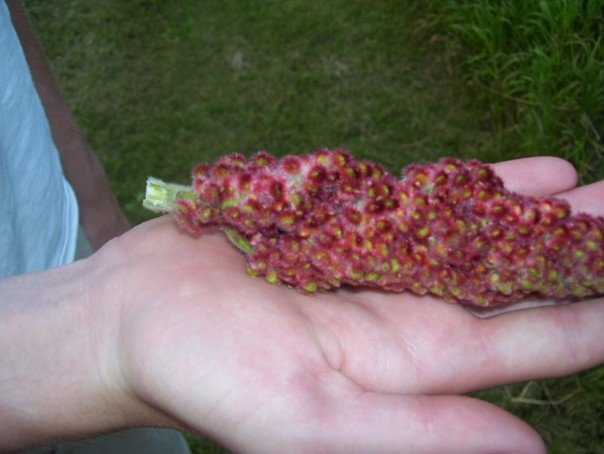
Érett termése közelről
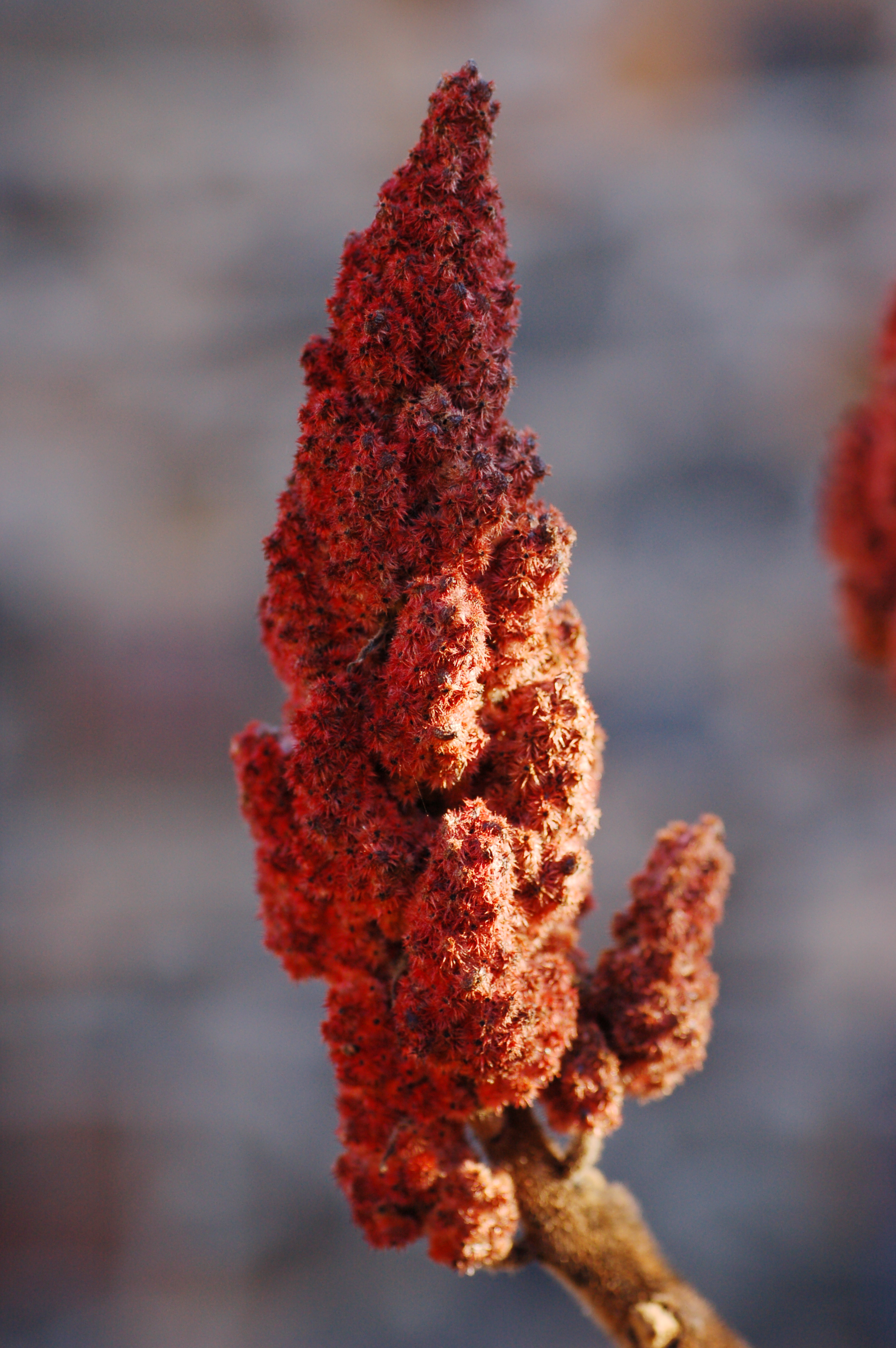
A 'Laciniata' változat termése
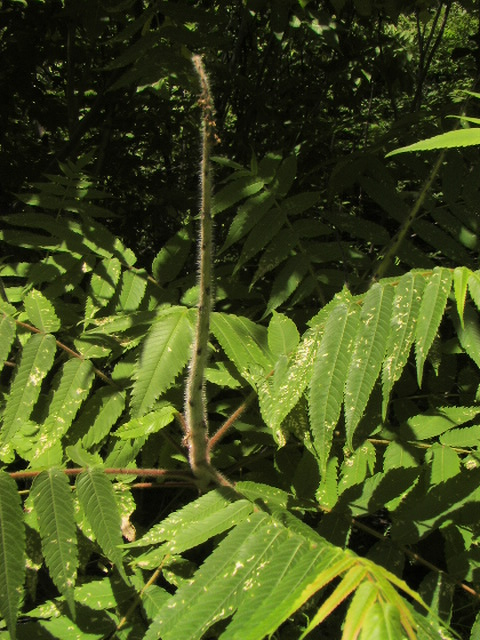
Szárított porzós buga
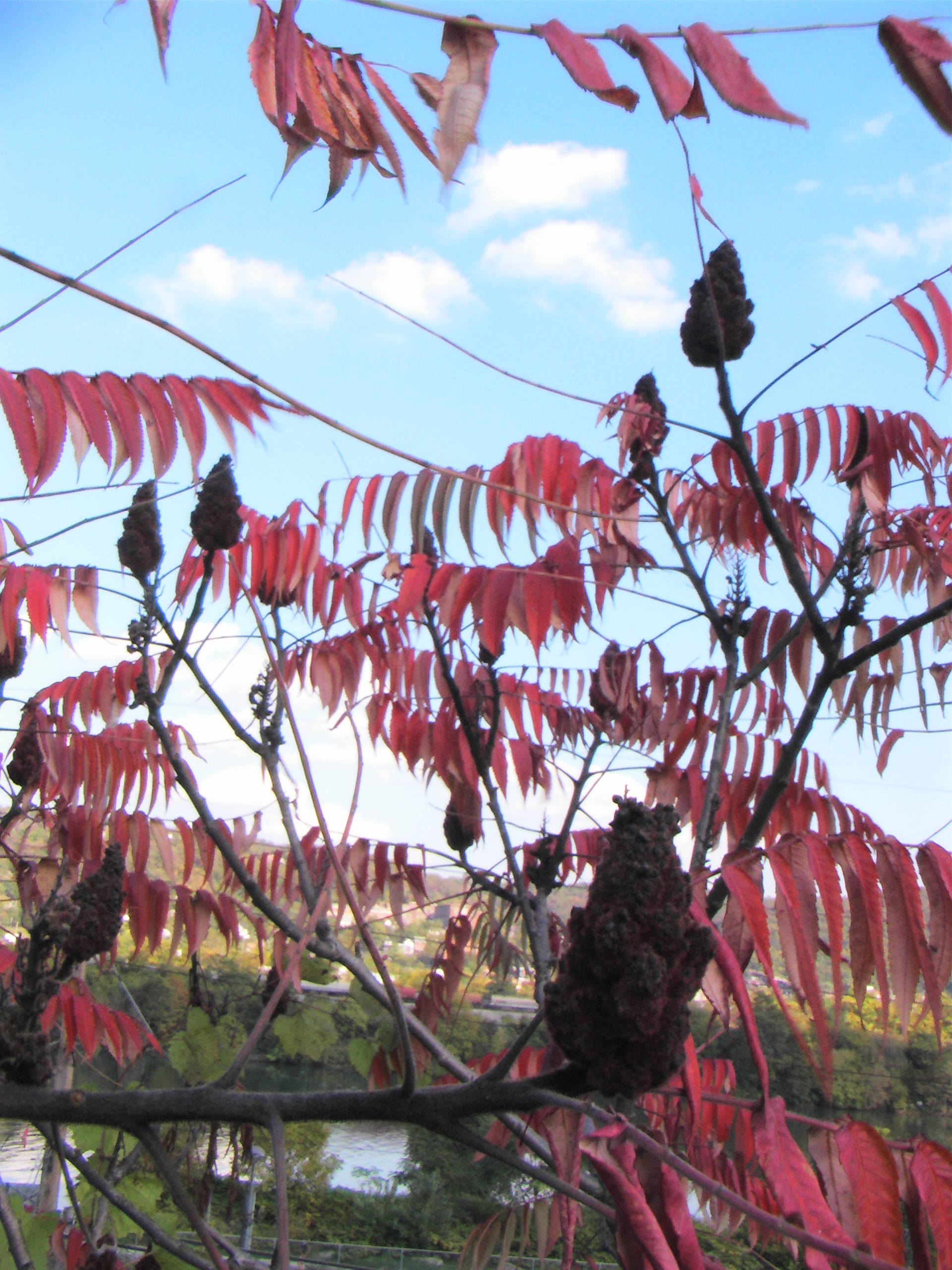
Őszi színei
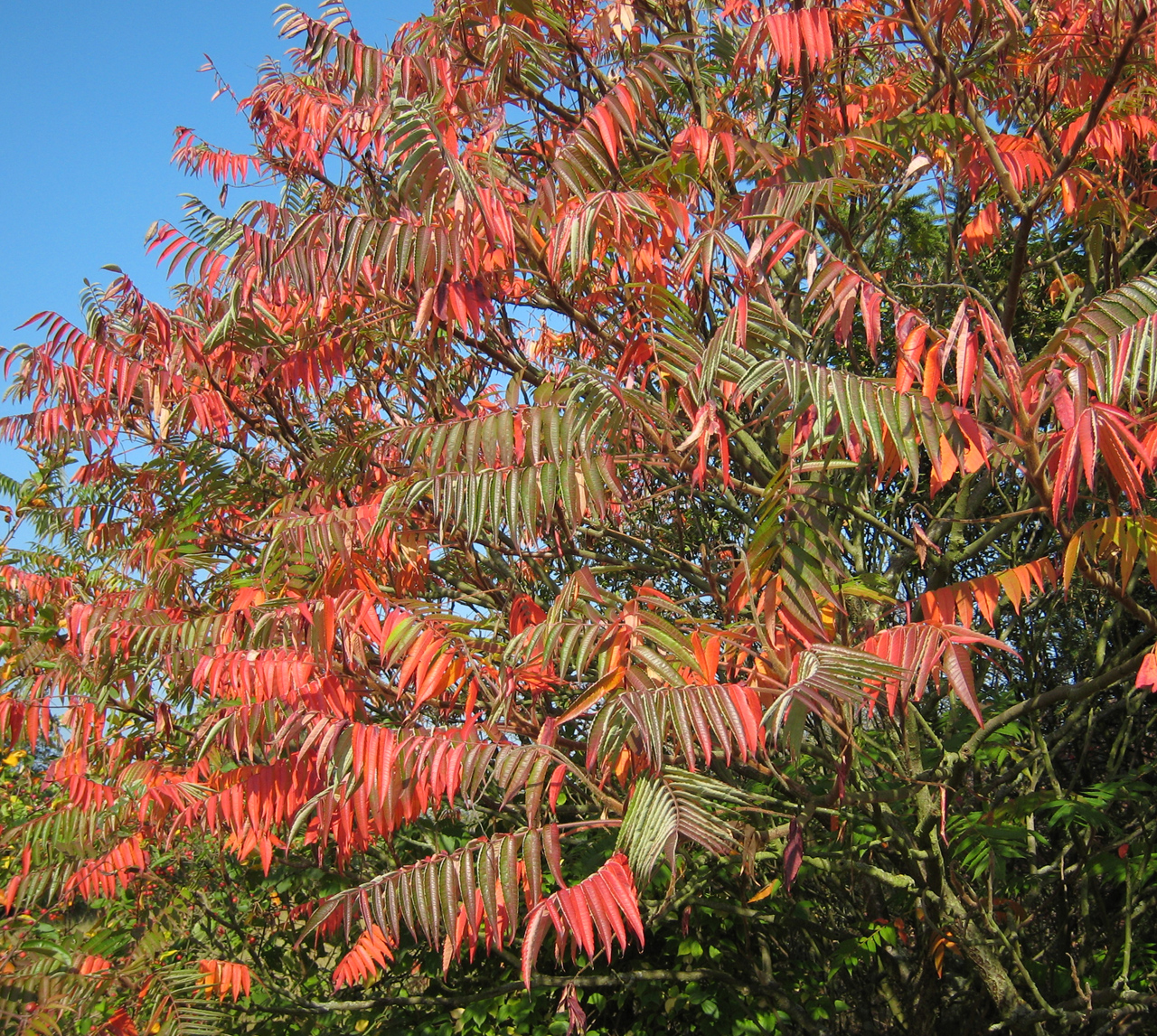
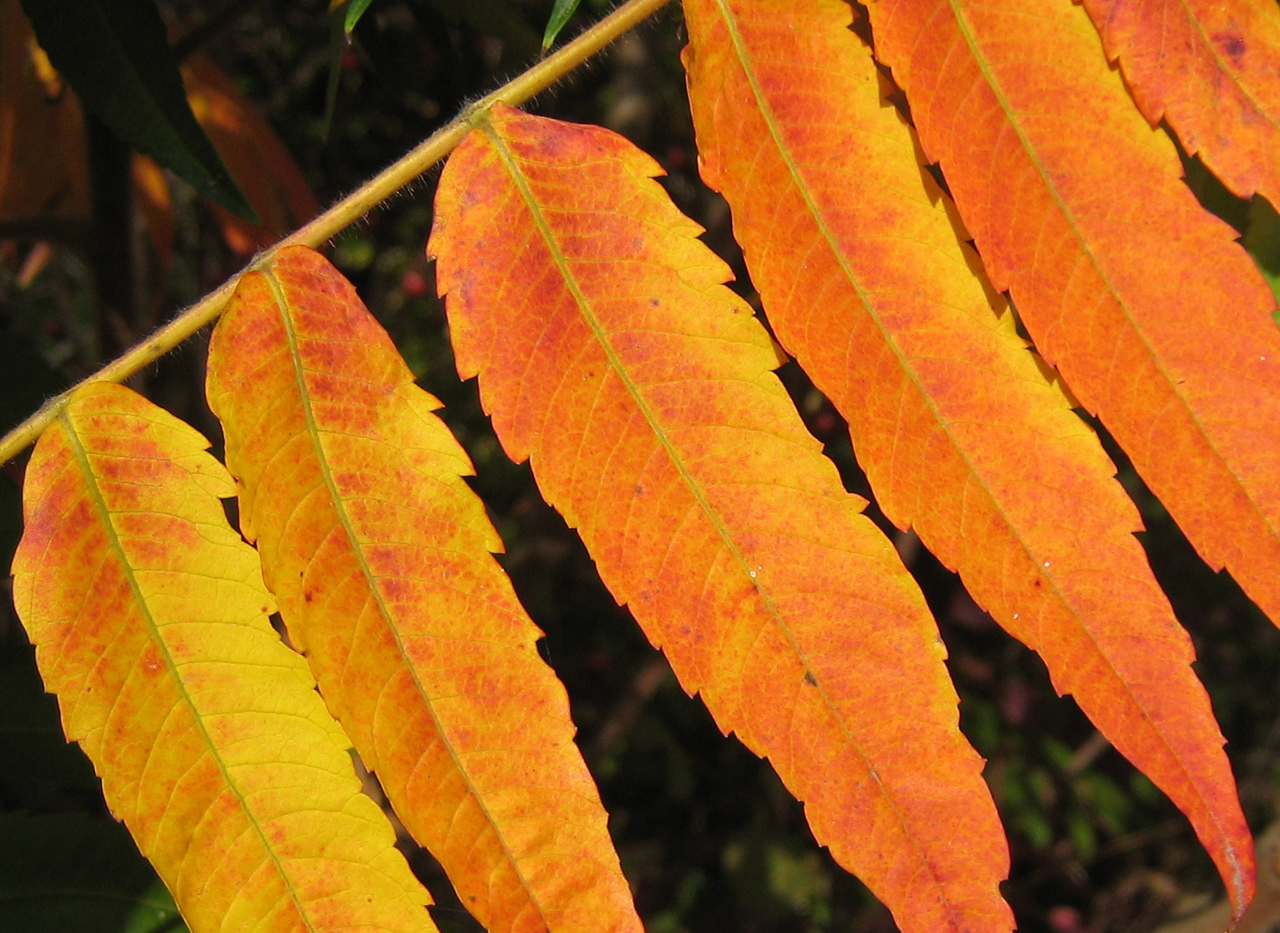
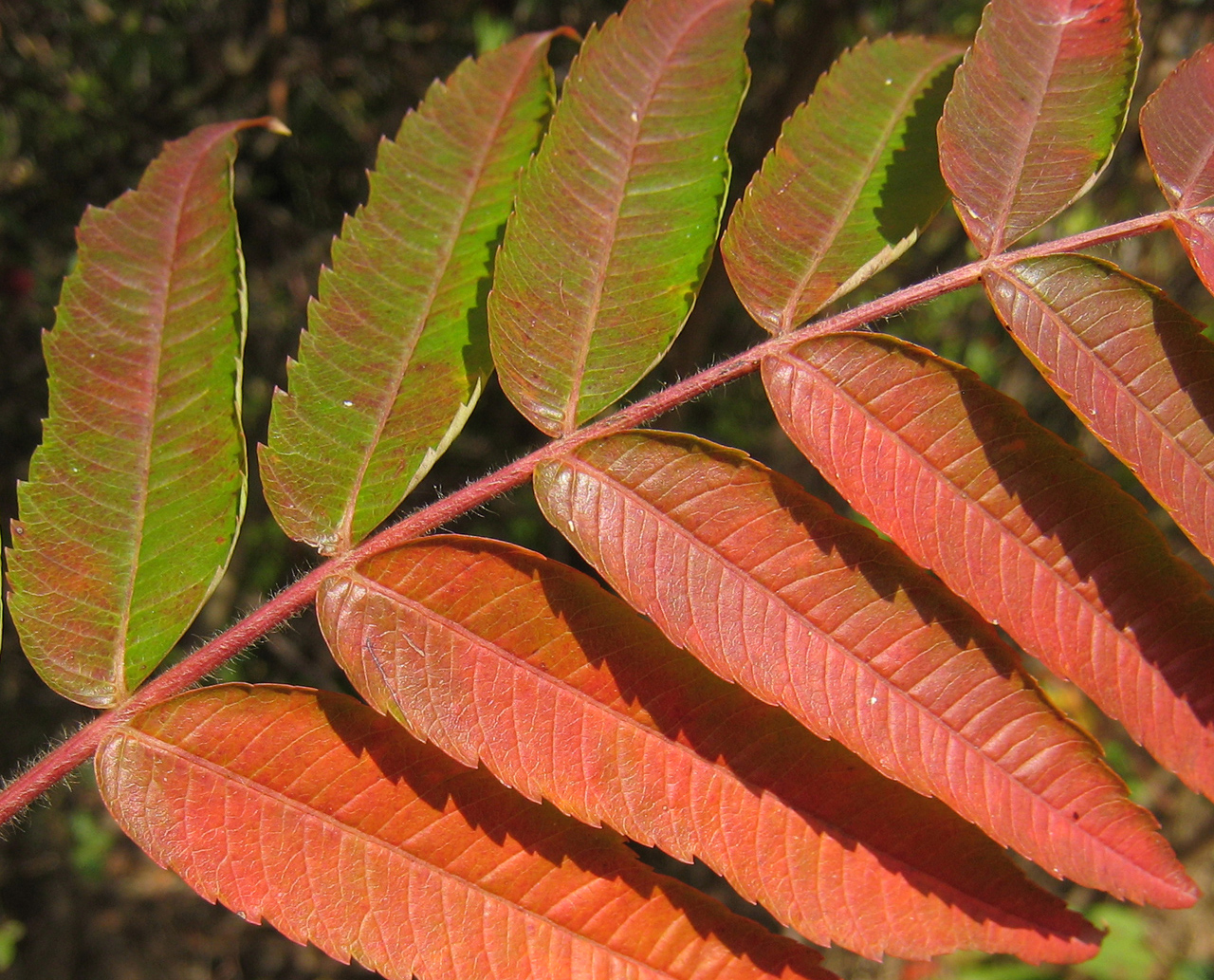
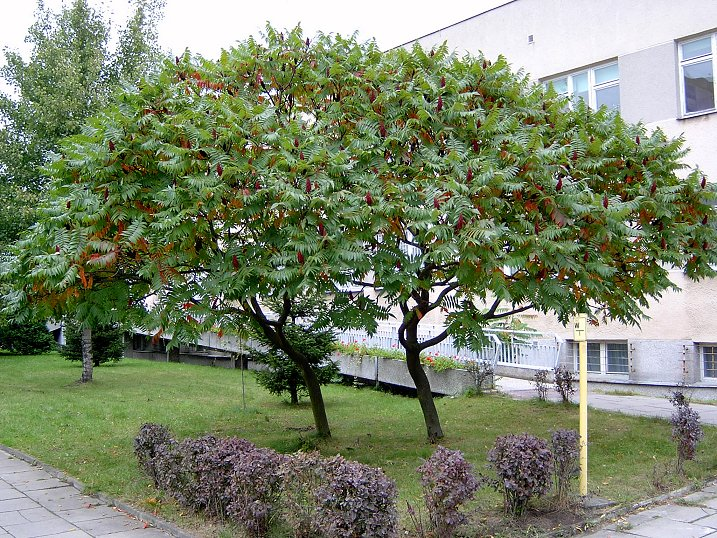
Koronája
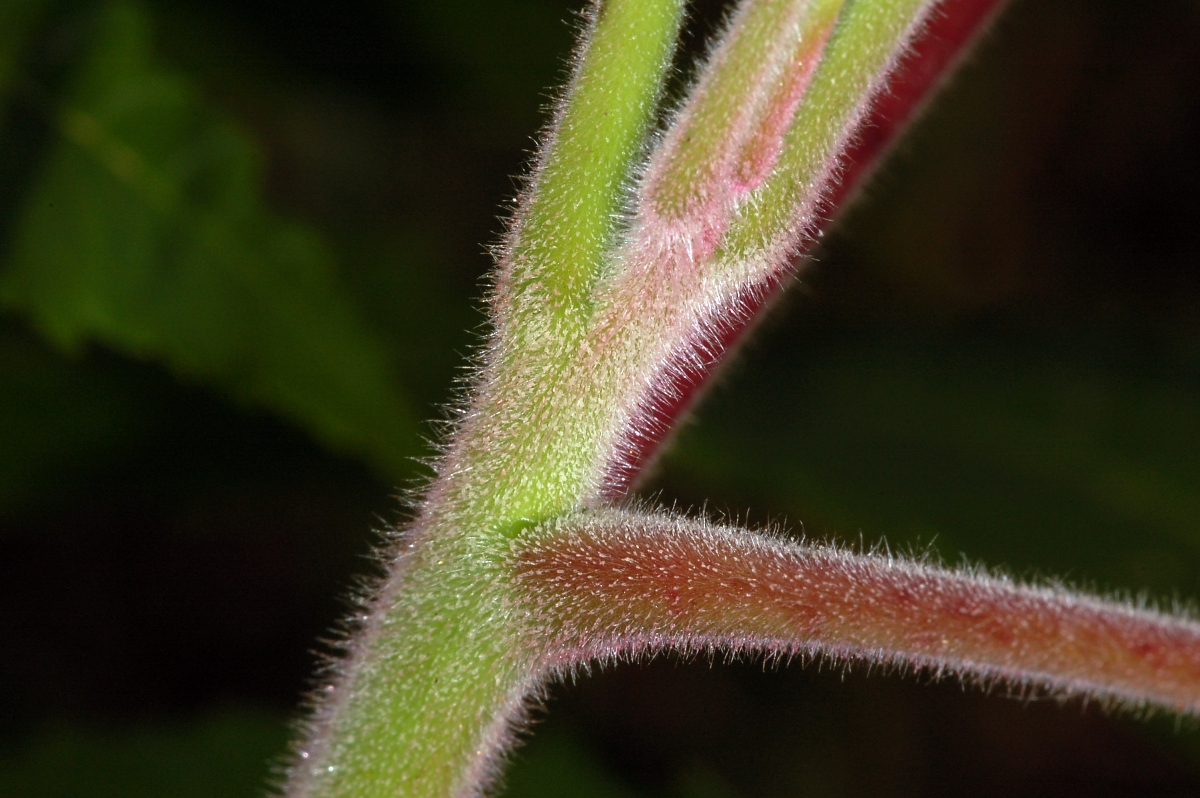
Szőrös szára
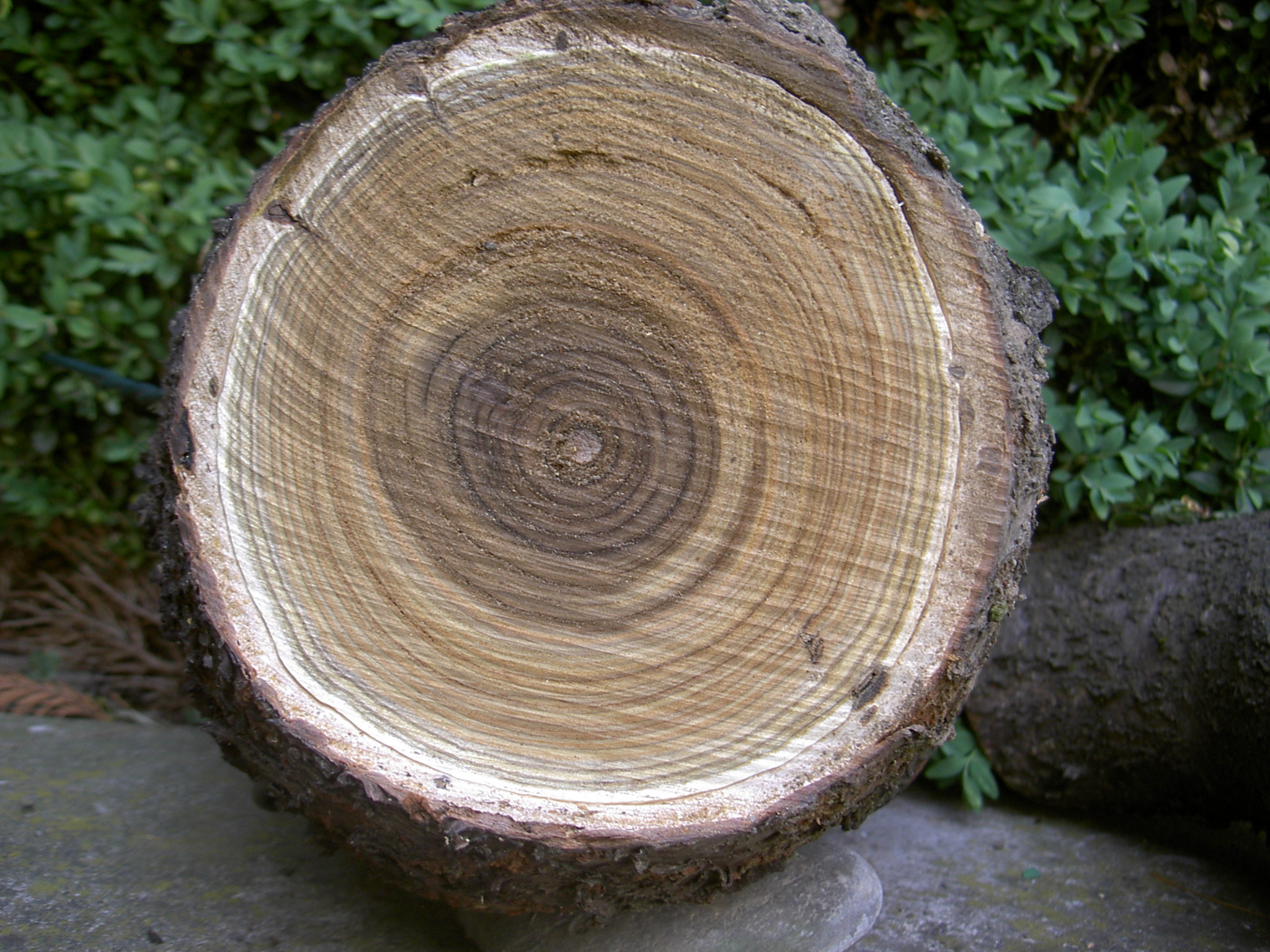
Törzsének keresztmetszete

### Fordítás
- Ez a szócikk részben vagy egészben a Rhus typhina című angol Wikipédia-szócikk ezen változatának fordításán alapul.  Az eredeti cikk szerkesztőit annak laptörténete sorolja fel. Ez a jelzés csupán a megfogalmazás eredetét és a szerzői jogokat jelzi, nem szolgál a cikkben szereplő információk forrásmegjelöléseként.
- Ez a szócikk részben vagy egészben az Essigbaum című német Wikipédia-szócikk ezen változatának fordításán alapul.  Az eredeti cikk szerkesztőit annak laptörténete sorolja fel. Ez a jelzés csupán a megfogalmazás eredetét és a szerzői jogokat jelzi, nem szolgál a cikkben szereplő információk forrásmegjelöléseként.